# Раздолинское
Раздолинское (фин. Leinikylänjärvi) — пресноводное озеро на территории Сосновского сельского поселения Приозерского района Ленинградской области.

## Физико-географическая характеристика
Площадь озера — 2 км². Располагается на высоте 43,1 метров над уровнем моря.
Форма озера продолговатая: оно почти на три километра вытянуто с северо-запада на юго-восток. Берега изрезанные, каменисто-песчаные.
С северной стороны Раздолинского вытекает безымянная протока, впадающая в озеро Уловное, которое также протокой соединяется с рекой Волчьей, впадающей в озеро Вуокса.
В озере расположены четыре острова различной площади, рассредоточенные по всей площади водоёма: Большой (фин. Suurisaari), Малый (фин. Petäjäsaari) и Берёзовые острова (фин. Koivusaari).
К северо-западу от озера проходит автодорога местного значения (Старое Приозерское шоссе). С юго-востока проходит дорога местного значения 41К-261 .
На северном берегу водоёма располагается посёлок Колосково.
Код объекта в государственном водном реестре — 01040300211102000012202.